# Pro Beach Soccer
Pro Beach Soccer (Ultimate Beach Soccer en Amérique du Nord) est un jeu vidéo de football de plage développé par PAM Development et édité par DreamCatcher Interactive, sorti en 2003 sur Windows, PlayStation 2, Xbox et Game Boy Advance.

## Accueil
- Jeux vidéo Magazine : 15/20 (GBA)[1]
- Jeuxvideo.com : 10/20[2] - 10/20 (GBA)[3]